# Christian Seemann
Johan Christian Seemann (7. februar 1840 i København – 30. april 1920) var en dansk arkitekt og murermester.
Han var søn af murermester Nicolas Seemann og Hustru f. Jensen, blev murermester 1871, var voldgiftsmand i Kjøbenhavns Murerlav 1885-95, bisidder 1890-99, i direktionen for Kjøbenhavns Hypotek-Forening, i bestyrelsen for Københavns Sygehjem og sad i repræsentantskabet for Belønnings- og Forsørgelsesforeningen for Tyender i København og Omegn. Han var Ridder af Dannebrog.
Gift med Julie Marie f. Kierboe, f. 12. marts i Helsingør.